# Jewgienij Bojcow
Jewgienij Wasiljewicz Bojcow (ros. Евгений Васильевич Бойцов, ur. 7 stycznia 1919 we wsi Szubino w guberni nowogrodzkiej (obecnie w obwodzie nowogrodzkim), zm. 3 kwietnia 1945 w Namysłowie) – radziecki wojskowy, starszy porucznik, uhonorowany pośmiertnie tytułem Bohatera Związku Radzieckiego (1945).

## Życiorys
Urodził się w rodzinie chłopskiej; jego ojciec został aresztowany podczas wielkiego terroru i umarł w więzieniu. W 1937 skończył szkołę średnią w Oranienbaumie w obwodzie leningradzkim, od września 1937 studiował w Leningradzkim Instytucie Inżynierów Cywilnej Floty Powietrznej, na bazie którego w marcu 1941 utworzono Leningradzką Akademię Wojskowo-Powietrzną; studiujący tam Bojcow został wówczas wcielony do Armii Czerwonej. W listopadzie 1941 ukończył wydział inżynieryjny tej akademii (ewakuowanej do miasta Joszkar-Oła) i został wojskowym inżynierem mechanikiem, w 1942 skończył kursy wykładowców szkół i został wykładowcą wojskowej lotniczej szkoły mechaników w Czelabińsku, w 1943 skończył kursy młodszych poruczników. Następnie został skierowany na front w składzie 289 pułku piechoty, z którym walczył na Froncie Leningradzkim, później na 1 Ukraińskim, biorąc udział m.in. w operacji leningradzko-nowogrodzkiej, narwskiej i tallińskiej, był ciężko ranny. Późną jesienią 1944 jako dowódca kompanii 289 pułku piechoty 120 Dywizji Piechoty 117 Korpusu Piechoty 21 Armii w stopniu starszego porucznika wraz z dywizją został przerzucony z Estonii do Polski i włączony w skład 1 Frontu Ukraińskiego. Był kandydatem na członka WKP(b). 18 stycznia 1945 podczas operacji wiślańsko-odrzańskiej wyróżnił się w walkach o Mrzygłód, gdzie wraz z kompanią zadał Niemcom duże straty, 23 stycznia 1945 brał udział w walkach o przyczółek w rejonie Opola, gdzie jego kompania zadała Niemcom straty w wysokości ponad stu zabitych. W marcu 1945 brał udział w operacji górnośląskiej, 15 marca 1945 został ciężko ranny i wkrótce zmarł w szpitalu w Namslau (obecnie Namysłów). Został pochowany w Namysłowie.

## Odznaczenia
- Złota Gwiazda Bohatera Związku Radzieckiego (pośmiertnie, 10 kwietnia 1945)
- Order Lenina (pośmiertnie, 10 kwietnia 1945)
- Order Czerwonej Gwiazdy (2 października 1944)
- Medal „Za obronę Leningradu” (1944)